# Cliff Robertson
Pour les articles homonymes, voir Robertson.
Cliff Robertson, de son vrai nom Clifford Parker Robertson III, né le 9 septembre 1923 à La Jolla, en Californie, et mort le 10 septembre 2011 à Stony Brook, dans le Grand New York, est un acteur, scénariste, réalisateur et producteur américain.
Il obtient en 1969, l'Oscar du meilleur acteur pour son rôle dans le film Charly de Ralph Nelson. Robertson a été marié avec l'actrice Dina Merrill de 1966 à 1986. Il a une étoile sur le Hollywood Walk of Fame localisée au 6801 Hollywood Boulevard.

## Biographie

### Jeunesse
Cliff Robertson est né le 9 septembre 1923 à La Jolla, en Californie, aux États-Unis.
Cliff Robertson fut pilote de planeur. Il posséda un Grobe Astir.

### Mort
Cliff Robertson est mort le 10 septembre 2011 à Stony Brook, dans le Grand New York, aux États-Unis, à l'âge de 88 ans.

## Filmographie

### Acteur

#### Années 1940
- 1943 : We've Never Been Licked (en) de John Rawlins : Adams
- 1943 : Corvette K-225 de Richard Rosson : Lookout

#### Années 1950

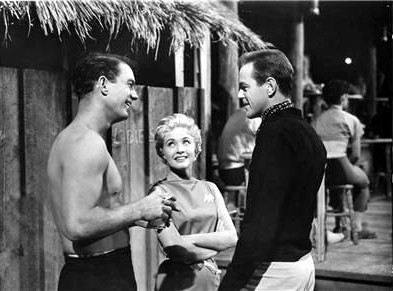
Cliff Robertson avec Jane Powell et Keith Andes dans The Girl Most Likely.

- 1955 : Picnic de Joshua Logan : Alan Benson
- 1956 : Feuilles d'automne (Autumn Leaves) de Robert Aldrich : Burt Hanson
- 1957 : The Girl Most Likely de Mitchell Leisen : Pete
- 1958 : Les Nus et les Morts (The Naked and the Dead) de Raoul Walsh : Lieutenant Robert Hearn
- 1959 : Gidget de Paul Wendkos : The Big Kahuna
- 1959 : La Bataille de la mer de Corail (Battle of the Coral Sea) de Paul Wendkos : Lt. Cmdr. Jeff Conway

#### Années 1960
- 1960 : As the Sea Rages de Horst Hächler (de) : Clements
- 1961 : Il a suffi d'une nuit (All in a Night’s Work) de Joseph Anthony : Warren Kingsley, Jr.
- 1961 : The Big Show (en) de James B. Clark : Josef Everard
- 1961 : Les Bas-fonds new-yorkais (Underworld U.S.A.) de Samuel Fuller : Tolly Devlin
- 1962 : Les Internes (The Interns) de David Swift : Dr John Paul Otis
- 1963 : Mes six amours et mon chien (My Six Loves) de Gower Champion : Reverend Jim Larkin
- 1963 : Patrouilleur 109 (PT 109) de Leslie H. Martinson : Lt. John F. Kennedy
- 1963 : Un dimanche à New York (Sunday in New York) de Peter Tewksbury : Adam Tyler
- 1964 : Que le meilleur l'emporte (The Best Man) de Franklin Schaffner : Joe Cantwell
- 1964 : Mission 633 (633 Squadron) de Walter Grauman : Cmdr. Roy Grant
- 1965 : L'amour a plusieurs visages (Loves has Many Faces) de Alexander Singer : Pete Jordon
- 1965 : Doubles masques et agents doubles (Masquerade) de Basil Dearden : David Frazer
- 1965 : Le Jour d'après (Up from the Beach) de Robert Parrish : Sgt. Edward Baxter
- 1967 : Guêpier pour trois abeilles (The Honey Pot) de Joseph L. Mankiewicz : William McFly
- 1968 : La Brigade du diable (The Devil’s Brigade) d'Andrew V. McLaglen : Maj. Alan Crown
- 1968 : Charly de Ralph Nelson : Charly Gordon

#### Années 1970
- 1970 : Trop tard pour les héros (Too Late the Hero) de Robert Aldrich : Lt. (j.g.) Sam Lawson
- 1972 : J.W. Coop (en) de Cliff Robertson : J.W. Coop
- 1972 : La Légende de Jesse James (The Great Northfield Minnesota Raid) de Philip Kaufman : Cole Younger
- 1973 : Ace Eli and Rodger of the Skies de John Erman : Ace Eli Walford
- 1974 : Enquête dans l'impossible (Man on a Swing) de Frank Perry : Lee Tucker
- 1975 : Out of Season de Alan Bridges : Joe Tanner
- 1975 : Les Trois Jours du condor (Three Days of the Condor) de Sydney Pollack : J. Higgins
- 1976 : Tir à vue (Shoot) de Harvey Hart : Rex
- 1976 : La Bataille de Midway (Midway) de Jack Smight : Cmdr. Carl Jessop
- 1976 : Obsession de Brian De Palma : Michael Courtland
- 1977 : Fraternity Row (en) : Le narrateur
- 1979 : Dominique de Michael Anderson : David Ballard

#### Années 1980
- 1981 : The Pilot (en) de Cliff Robertson : Mike Hagan
- 1983 : Class de Lewis John Carlino : M. Burroughs
- 1983 : Brainstorm : Alex Terson
- 1983 : Star 80 de Bob Fosse : Hugh Hefner
- 1985 : Shaker Run (en) de Bruce Morrison : Judd Pierson
- 1987 : Malone, un tueur en enfer (Malone) de Harley Cokeliss : Charles Delaney

#### Années 1990
- 1991 : À cœur vaillant rien d'impossible (Wild Hearts Can't Be Broken) de Steve Miner : William Frank Carver
- 1992 : Wind de Carroll Ballard : Morgan Weld
- 1994 : Opération Shakespeare (Renaissance Man) de Penny Marshall : Colonel James
- 1995 : Pakten (en) de Leidulv Risan (en) : Ted Roth
- 1996 : Los Angeles 2013 (Escape from L.A.) de John Carpenter : Le président
- 1997 : Melting Pot (film) (en) de Tom Musca : Jack Durman
- 1998 : Assignment Berlin de Tony Randel : Cliff Garret
- 1999 : Family Tree de Duane Clark (en) : Larry

#### Années 2000
- 2000 : Falcon Down de Phillip J. Roth : Buzz Thomas
- 2001 : Mach 2 (en) de Fred Olen Ray : Vice Président Pike
- 2002 : Spider-Man de Sam Raimi : Ben Parker
- 2002 : 13th Child (en) de Steven Stockage : M. Shroud
- 2004 : Spider-Man 2 de Sam Raimi : Ben Parker
- 2004 : Riding the Bullet de Mick Garris : Un fermier
- 2005 : From two men and a war de Robert Drew : Voix
- 2005 : Paperman de Philip Snyder et Robert M. Snyder (Court-métrage)
- 2007 : Spider-Man 3 de Sam Raimi : Ben Parker

#### Années 2010
- 2018 : Spider-Man: New Generation (Spider-Man: Into the Spider-Verse) de Peter Ramsey, Bob Persichetti et Rodney Rothman : Ben Parker (voix, archives audio)
- 2023 : Spider-Man: Across the Spider-Verse de Joaquim Dos Santos, Kemp Powers et Justin K. Thompson : Ben Parker (images d'archives)

#### Télévision
- 1952-1954 : Robert Montgomery présente (en) (série télévisée) : Paul / Mitch Hickock / Clark
- 1953-1954 : Rod Brown of the Rocket Rangers (en) (série télévisée) : Rod Brown
- 1958 : La Grande caravane (Wagon Train) (série télévisée) : Liam Fitzmorgan
- 1958 et 1960 : Playhouse 90 (série télévisée) : Danny Carson / Joe Clay / Un lieutenant
- 1959 : Les Incorruptibles (The Untouchables) (série télévisée) : Frank Holloway
- 1959 : Alcoa Theatre (en) (série télévisée) : Johnny Keegan / Parker Sefton
- 1960 : Riverboat (en) (série télévisée) : Martinus Van der Brig
- 1960-1962 : Outlaws (en) (série télévisée) : Chad Burns / Jack Masters / Griff Kincaid
- 1961 : The Dick Powell Show (en) (série télévisée) : Danny Langdon
- 1961-1962 : La Quatrième Dimension (The Twilight Zone) (série télévisée) : Christian Horn / Jerry Etherson
- 1962 : Ben Casey (série télévisée) : Lt. Col. Stanley Wensby / Eddie Smith
- 1962 : Alcoa Premiere (en) (série télévisée) : Hoby Dunlap
- 1963 : The Eleventh Hour (en) (série télévisée) : Jeff Dillon
- 1963 : Au-delà du réel (The Outer Limits) (série télévisée) : Alan Maxwell
- 1963 : Le plus grand chapiteau du monde (The Greatest Show on Earth) (série télévisée) : Willie Simple
- 1964 : Breaking Point (en) (série télévisée) : Evan Ross
- 1966 et 1968 : Batman (série télévisée) : Shame (saison 2, épisodes 25 et 26)
- 1967 : ABC Stage 67 (en) (série télévisée) : Ben Weldon
- 1967 : The Red Skelton Show (série télévisée) : Arthur Artbuff
- 1968 : Dernière mission à l'Est (The Sunshine Patriot) (téléfilm) : Christopher Ross / Arthur Selby
- 1973 : The Man Without a Country (téléfilm) : Philip Nolan
- 1974 : A Tree Grows in Brooklyn (téléfilm) : Johnny Nolan
- 1975 : My Father's House (téléfilm) : Tom Lindholm Jr.
- 1976 : Return to Earth (téléfilm) : col. Edwin A. 'Buzz' Aldrin Jr.
- 1977 : Intrigues à la Maison Blanche (Behind Closed Doors) (feuilleton TV) : William Martin
- 1978 : Overboard (téléfilm) : Mitch Garrison
- 1982 : Two of a Kind (téléfilm) : Frank Minor
- 1983-1984 : Falcon Crest (feuilleton TV) : Dr Michael Ranson
- 1985 : Le Code Rebecca (The Key to Rebecca) (téléfilm) : Maj. William Vandam
- 1986 : Dreams of Gold: The Mel Fisher Story (téléfilm) : Mel Fisher
- 1987 : Ford: The Man and the Machine (téléfilm) : Henry Ford
- 1990 : Dead Reckoning (téléfilm) : Daniel Barnard
- 1992 : Lincoln (téléfilm) : Noah Brooks (Voix)
- 1995 : P.T. Barnum: America's Greatest Showman (téléfilm) : Le narrateur
- 1995 : Dazzle (téléfilm) : Mike Kilkullen
- 1999 : Au-delà du réel - l'aventure continue (The Outer Limits) (série télévisée) : Theodore Harris
- 2003 : The Lyon's Den (en) (série télévisée) : Hal Malloy

### Scénariste
- 1972 : J.W. Coop (en)
- 2002 : 13th Child (en)

### Réalisateur
- 1972 : J.W. Coop (en)
- 1981 : The Pilot (en)

### Producteur
- 1972 : J.W. Coop (en)

## Distinctions

### Récompenses
- Oscar du meilleur acteur en 1969 pour le rôle de Charly Gordon dans Charly de Ralph Nelson
- Emmy Award en 1965 pour son rôle dans l’épisode The Game de la série Bob Hope Presents the Chrysler Theatre (en)

## Voix françaises

### En France
- Marc Cassot dans :
  - Spider-Man
  - Spider-Man 2
  - Spider-Man 3

- Roland Ménard dans :
  - Les Nus et les Morts
  - Dominique
  - Malone, un tueur en enfer

- Jean-Claude Michel dans :
  - Guêpier pour trois abeilles
  - Les Trois Jours du condor
  - Shoot

- Henry Djanik dans :
  - La Légende de Jesse James
  - La Bataille de Midway

- Jean-Pierre Duclos dans :
  - Que le meilleur l'emporte
  - La Brigade du diable

Mais aussi :
- Michel Roux dans Picnic
- Roger Rudel dans Patrouilleur 109
- Jean Amadou dans L'amour a plusieurs visages
- Marc de Georgi dans Trop tard pour les héros
- Claude Giraud dans Obsession
- Hubert Noël dans Falcon Crest (série télévisée)
- Pierre Hatet dans Brainstorm
- Michel Bardinet dans Opération Shakespeare
- Jean Négroni dans Los Angeles 2013
- Jacques Frantz dans Batman (série télévisée)